# Widikum-Menka
Widikum-Menka es un municipio del departamento de Momo de la región del Noroeste, Camerún. En noviembre de 2005 tenía una población censada de 28 152 habitantes.
Se encuentra ubicado cerca de la frontera con Nigeria.